# UGent Campus Kortrijk
Campus Kortrijk van de Universiteit Gent is een campus van de UGent gevestigd in de gebouwen van de Howest in de Belgische stad Kortrijk. Sinds academiejaar 2013-2014 zijn de ingenieursopleidingen van Howest geïntegreerd binnen de Universiteit Gent.

## Geschiedenis
In 1995 werd de Provinciale Industriële Hogeschool of PIH deel van de Hogeschool West-Vlaanderen. Onder invloed van de academisering van de industriële wetenschappen werd de school op 26 september 2013 deel van de Universiteit Gent onder de naam Campus Kortrijk. De vijf professionale bachelors van Howest blijven voorlopig ook op deze campus.

## Campus
De Campus Kortrijk van de Universiteit Gent is gelegen in de Karel de Goedelaan te Kortrijk in de buurt van het station van Kortrijk. Deze campus staat ook  bekend als Campus Graaf Karel de Goedelaan (kortweg Campus GKG). De campus bestaat uit twee gebouwen, waarvan één gebouw (genaamd de C-Building) dienstdoet voor de richtingen "Industrieel Ontwerpen (IO)", en "Industrieel Productontwerp (IPO)".
De campus beschikt over een draadloos netwerk met internet, een forum, bibliotheek, cursusdienst, studentenvoorzieningen (Stuvo) en een campusrestaurant (Obee).

## Opleidingen
Aan UGent Campus Kortrijk kunnen academische bachelor- en masteropleidingen in de industriële wetenschappen (industrieel ingenieur) gevolgd worden.

## Studentenclubs
Er zijn verschillende studentenverenigingen in de UGent Campus Kortrijk, namelijk:
- Centaura, de overkoepelende studentenvereniging voor alle studenten van Howest en UGent Campus Kortrijk.
  - Het heeft tevens een campuscafé, genaamd "'t Bunkertje"

Daarbuiten zijn er nog enkele kleinere verenigingen gespecialiseerd per studiekeuze.
- Moeder EM, voor studenten Elektromechanica
- Ecliptica, voor studenten Elektronica-ICT
- Induscientia, voor de studenten BCM (Biochemie, Chemie en Milieukunde)
- EDGE, voor de studenten IO&IPO (Industrieel Ontwerp en Industrieel Productontwerp)